# Henny Jenken
Hendrikus Jacobus Jenken (2 november 1951) is een Nederlands voormalig basketballer, honkballer en oud-honkbaltrainer.
Henny Jenken groeide op in Utrecht waar hij als kind begon met straathonkbal dat in jeugdcompetities per straat in wijken van Utrecht gespeeld werd in de jaren zestig en zeventig. Op zijn twaalfde sloot hij zich aan bij UVV in Utrecht en op zijn vijftiende werd hij geselecteerd voor het Nederlandse BRL jeugdteam. Hij speelde bij UVV ook basketbal en zou in 1970 voor een andere club, SVE, nog uitkomen in de eredivisie van de NBB. Hierna volgde als honkballer Jong Oranje en in 1972 debuteerde Jenken in het Nederlands honkbalteam. Met dit team speelde hij zes Europese kampioenschappen en vier wereldkampioenschappen. Hij won tweemaal de Europese kampioenschapstitel. In 1983 nam hij afscheid als speler van het nationale team en een jaar later werd hij assistentcoach van het team onder leiding van de toenmalige bondscoach Harvey Shapiro. Dit zou hij tot 1986 blijven doen. In 1974 verhuisde hij qua clubhonkbal van OVVO naar Haarlem Nicols waarmee hij zesmaal het Nederlands clubkampioenschap won. Ook hier nam hij in 1983 afscheid. In 1985 werd hij de coach van Amstel Tigers waarmee hij ook het Nederlands Kampioenschap behaalde. Daarna gaf hij nog vijftien jaar lang wintertrainingen voor de jeugdorganisatie van de KNBSB aan de selectieteams te geven alsmede aan Jong Oranje en het Nederlands B-team. Ook was hij in 1992 de coach van het team van HCAW uit Bussum en daarna tot 1999 internationaal scout voor de Los Angeles Dodgers. In 2002 is Jenken helemaal met honkbal gestopt. Jenken voltooide de HBS aan het Jordanlyceum en studeerde biologie aan de Universiteit van Utrecht waar hij afstudeerde in de plantenfysiologie en elektronenmicroscopie. Tijdens zijn actieve honkbalcarrière werkte hij als docent biologie aan het Haarlemmermeer Lyceum in Hoofddorp en later als eigenaar van zijn eigen ICT bedrijf. Jenken is getrouwd en heeft twee inmiddels volwassen kinderen.